# リトルリッツ
リトルリッツは、静岡県伊東市八幡野に店舗を構えるスクーバダイビングショップ。所属団体はJeffCMAS（世界水中連盟）。

## 歴史
- 2006年 - 静岡県伊東市富戸にてThe Littleritz Fields開業
- 2008年 - 社名をリトルリッツに変更。伊東市八幡野に店舗移転
- 2010年 - 伊東市八幡野に民宿兼ダイビングショップをオープン
- 2017年 - 現在の店舗に移転
- 2018年 - 伊東市ダイバーズ協議会 理事ショップ

## 社名の由来
自宅に帰ってくるかのようにアットホームなダイビングショップを目指し小さなを意味する”Little”と、人が集まる空間に対して使用されることが多い”Ritz”を合わせたことに由来し、LittleRitz（現社名：リトルリッツ）となった。

## 経営方針
「非日常」を合言葉に、ダイビングを通して雑多な日常からのリフレッシュをしてもらうことが基本方針である。
また、各ダイビングコース・プログラムを少数で行い、安全管理を徹底している。そのため、一人のインストラクターに対してゲストを最大2名までとしている。
安全意識も高く、毎年開催される伊東市内の安全講習会の講師も務めている。

## 所属団体
CMAS - 世界水中連盟（フランス語:Confédération Mondiale des Activités Subaquatiques, 英語:World Underwater Federation）は水中活動に関する国際NGOである。本部はイタリア、ローマにある。略称、CMAS（シーマス、クマス）。

## 主な事業
- 体験ダイビング
- ファンダイビング
- ライセンス講習（オープンウォーターダイバー・アドバンスダイバー・レスキューダイバー・ダイブマスター・インストラクター）
- ナイトロックス（エンリッチドエアー）講習
- フロート打ち上げ講習
- 中性浮力講習
- ディープダイビング講習
- ドライスーツ講習
- ナイトダイビング講習
- スノーケリング講習
- ナビゲーション（水中ロゲイニング講習）
- 安全講習会

## 主な活動拠点
- 伊豆海洋公園
- 富戸ダイビングサービス
- 八幡野ダイビングサービス　いとう魚業協同組合
- 赤沢ダイビングセンター
- 熱川ダイビングサービス

## 活動実績
- じゃらん口コミ全国1位（2016年・2017年）
- じゃらん集客数全国1位（2016年・2017年）
- ナイトロックス発行枚数日本1位（2012年・2013年・2014年）
- 経営革新計画承認証「高反発クッション材を使用し、保温機能を高めたドライスーツ用防寒インナー「断熱理論」の開発・販売」